# Cuerpo de Bomberos Voluntarios del Paraguay

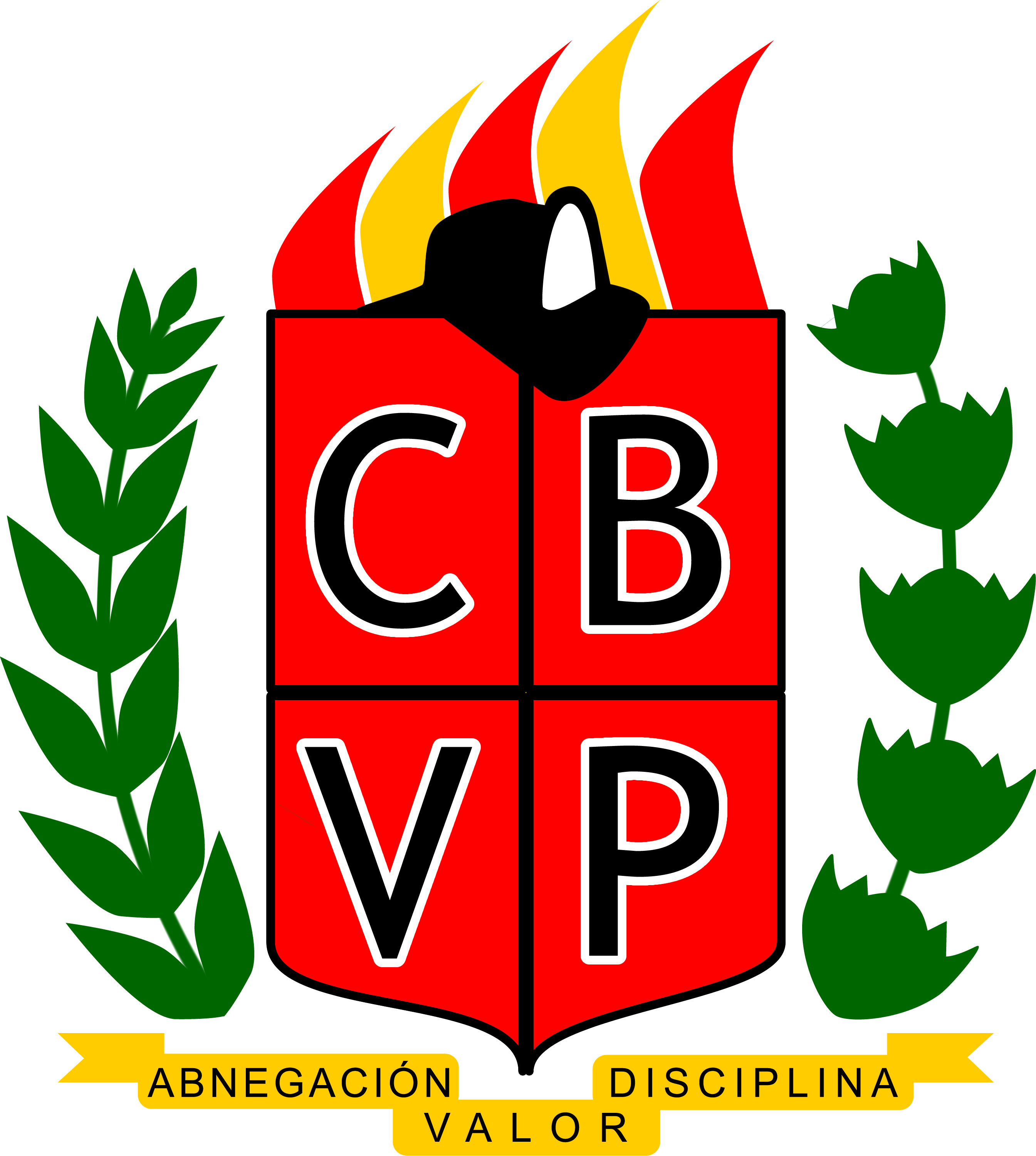
Cuerpo de Bomberos Voluntarios del Paraguay

El Cuerpo de Bomberos Voluntarios del Paraguay (C.B.V.P) es una organización o entidad de la República del Paraguay sin fines de lucro, fundada en 1978. Su lema oficial es «Abnegación, valor y disciplina».

## Historia
El C.B.V.P fue fundado el 4 de octubre de 1978. Sus principales precursores fueron, el Sr. Miguel Ángel Estigarribia, en aquel entonces Presidente del Club de Leones del barrio La Encarnación, de la ciudad de Asunción, el Dr. Gonzalo Figueroa Yáñez, quien fuera el Superintendente del Cuerpo de Bomberos Voluntarios de Santiago (Chile), el cual recomendaría, en una visita al país, que fuera fundado un cuerpo en el territorio nacional, y recibiendo el apoyo de muchos otros que concordaron con esta idea.
Al primer llamado para la capacitación de los nuevos aspirantes a bomberos, se presentaron un total de 70 participantes, culminando la instrucción básica un total de 20 bomberos voluntarios.
Desde el inicio de la capacitación fueron instruidos por personal de bomberos de la Policía Nacional y por instructores capacitados del Cuerpo de Bomberos Voluntarios de Chile.
El principal motivo de su creación se debió al crecimiento edilicio de la ciudad Capital, y en consecuencia, el aumento de siniestros originados por el fuego.
Con el correr del tiempo se fueron creando diferentes compañías a lo largo del territorio paraguayo con el objetivo de brindar mejor servicio a la sociedad.
La ciudadanía ha adoptado el gentilicio de "los bomberos amarillos" para con los integrantes del C.B.V.P prácticamente desde su fundación, ya que, tanto el uniforme como el equipo de protección personal (EPP) utilizado por los Bomberos pertenecientes a esta institución son de color amarillo, aunque en algunos casos el EPP es de color mostaza, dependiendo del país de origen de los equipos. El uso de los uniformes y EPP de este color siempre han sido característicos de esta institución, desde ya hace muchos años.
Actualmente (2022) el C.B.V.P. cuenta a lo largo del país con 120 Compañías, entre ellas Unidades, Cuerpos Asociados y Compañías en Formación, siempre con el objetivo de cubrir mayor territorio nacional y así poder asistir mejor a aquellas personas que lo necesiten.

## Organización
En principio, los integrantes del C.B.V.P brindaban su apoyo a las personas que se veían afectadas por el fuego, pero con el correr del tiempo, se encontraron con la necesidad de realizar asistencias en otros tipos de incidentes, ya sea en accidentes vehiculares como en rescates en altura, incendios forestales, etc.
El CBVP cuenta con una Central de Comunicaciones y Alarmas «Alfa», más conocida como 132, debido a que este es el número de emergencia asignado para la misma. Para los voluntarios miembros de la Institución es conocida como Alfa. Esta cumple la función de recepción de llamadas de emergencias, para su posterior derivación a la compañía a cual corresponda la zona donde haya ocurrido el incidente. Posee un sistema de comunicación radial a través del cual se mantiene en constante comunicación con el personal bombero de las diferentes compañías del C.B.V.P.
El personal bombero se mantiene en constante capacitación, comenzando desde el momento en que ingresa a la Escuela de Capacitación Básica de la Academia Nacional de Bomberos (A.N.B) en carácter de Aspirante a Bombero, durante un periodo de 9 meses. Durante este tiempo, se realiza un trabajo de capacitación e instrucción básica para los futuros bomberos, contando siempre con el apoyo de instructores de alta preparación para poder impartir la enseñanza que es requerida para pertenecer a esta institución. 
Una vez terminada la instrucción básica, el personal bombero continúa en constante capacitación durante el periodo que pertenezca a la entidad, realizando cursos especiales basados en diferentes tipos de emergencias, como por ejemplo, cursos de Atención Pre-Hospitalar (A.P.H.), Cursos de Bomberos Forestales, Cursos de Rescate Vehicular, cursos de Búsqueda y Rescate (S.A.R.), entre otros, siempre con el objetivo de brindar la mejor asistencia posible a aquellos que lo necesiten.
Tanto el C.B.V.P en gral. como las diferentes compañías realizan campañas de contribuciones, para poder de esta manera solventar los gastos que sean necesarios para el mantenimiento de las compañías y sus respectivos móviles. A la vez, el C.B.V.P. recibe donaciones de diferentes países del extranjero, ya sea EE. UU., Japón, Argentina, etc., quienes apoyan la labor realizada por la institución y así, y de esta manera, poco a poco el C.B.V.P ha conseguido crecer hasta ser una institución reconocida a nivel nacional como internacional, pero todo esto se debe principalmente a la labor constante que cada uno de los voluntarios pertenecientes a esta institución ha realizado para poder realzar el nombre del C.B.V.P.

## Día Institucional y Nacional del Bombero
El 4 de octubre es la fecha del aniversario del CBVP, cuyo año de fundación es 1978. 
En esta fecha y en vísperas a la misma se realizan grandes eventos a nivel institucional y de la ciudadanía, siempre buscando conmemorar con alegría un año más de vida de la institución, entre estos eventos se puede citar:
- Colecta Nacional,
- Desfile Nacional de Bomberos Voluntarios del CBVP,
- Ceremonia de Entrega de Distinción por Años de Servicio,
- Acto de Juramento de los nuevos Bomberos Voluntarios,
- cenas, fiestas sociales en las diferentes compañías del Cuerpo entre otras.

A través de la ley N.º 3918/09, oficialmente quedó establecido como el Día Nacional del Bombero el 1 de agosto de cada año, ya que según reza en el artículo 1.º, es en recordación a la invalorable labor realizada en ocasión de la tragedia del Supermercado Ycua Bolaños.

## Redes Sociales
Las redes sociales oficiales del Cuerpo de Bomberos Voluntarios del Paraguay son:
- Facebook: AmarillosCBVP
- Twitter: AmarillosCBVP
- Instagram: AmarillosCBVP
- YouTube: CBVPy